# 해서웨이 (밴드)
해서웨이 (Hathaw9y)는 대한민국의 인디 밴드이다. 현재 강키위, 최세요, 이특민으로 밴드 구성원이 이루어져 있으며, 2020년 데뷔 이후 1개의 정규 음반 Essential을 발매했다. 밴드명인 해서웨이는 도니 해서웨이에서 따온 것이다.

## 음반 목록

### 정규 음반
- Essential (2023)

### EP
- Boy Loves Hayley (2020)
- Woo Scribbling Night (2021)
- Sweet Violet Flame (2022)
- Love Sand (2022) (보수동 쿨러와 합작 음반)